# Pseudasterina
Genre
Pseudasterina est un genre d'étoiles de mer de la famille des Asterinidae. Ces espèces se rencontrent aux Philippines.

## Liste des espèces
Selon World Register of Marine Species (20 mai 2021) :
- Pseudasterina delicata Aziz & Jangoux, 1985
- Pseudasterina granulosa Aziz & Jangoux, 1985

## Référence taxonomique
- (en) BioLib : Pseudasterina Aziz & Jangoux, 1985 (consulté le 20 mai 2021)
- (en) Catalogue of Life : Pseudasterina Aziz & Jangoux, 1985 (consulté le 10 avril 2023)
- (fr + en) ITIS : Pseudasterina Aziz & Jangoux, 1985 (consulté le 20 mai 2021)
- (en) WoRMS : Pseudasterina Aziz & Jangoux, 1985 (+ liste espèces) (consulté le 20 mai 2021)